# Matthias Braun (Politiker)
Matthias Braun (* 24. März 1959) ist ein deutscher Politiker (CDU). Von 1999 bis 2023 war er Bürgermeister bzw. Oberbürgermeister von Oberkirch.

## Leben
Während seiner Schulzeit war Braun Mitglied der Schüler Union Deutschlands und trat anschließend der Jungen Union bei. Später war er als Baudirektor tätig. Am 31. Januar 1999 wurde er als Nachfolger von Willi Stächele zum Bürgermeister von Oberkirch gewählt. Seit der Erhebung Oberkirchs zur Großen Kreisstadt am 1. Januar 2004 trägt er die Amtsbezeichnung Oberbürgermeister. Am 14. Januar 2007 wurde er mit 98,4 Prozent der Stimmen für eine zweite Amtszeit wiedergewählt. Am 18. Januar 2015 wurde er mit 95 Prozent der Stimmen für eine dritte Amtszeit wiedergewählt. Bei der Wahl am 4. Dezember 2022 trat er nicht erneut an. Ende Februar 2023 schied er aus dem Amt aus. Ihm folgte Gregor Bühler (CDU) nach.